# Lista monumentelor istorice din județul Dâmbovița - V

Simbol utilizat pentru monumentele istorice

Lista monumentelor istorice din județul Dâmbovița - V cuprinde monumentele istorice înscrise în Patrimoniul cultural național al României și aflate în localități din județul Dâmbovița al căror nume începe cu litera V. 
Lista completă este menținută și actualizată periodic de către Ministerul Culturii, Cultelor și Patrimoniului Național din România, prin intermediul Institutului Național al Patrimoniului, ultima versiune datând din 2015. Această listă cuprinde și actualizările ulterioare, realizate prin ordin al ministrului culturii.
Puteți căuta un monument din județul Dâmbovița folosind formularul de mai jos sau puteți naviga prin toate monumentele din județ la lista monumentelor istorice din județul Dâmbovița.
| Cod LMI                               | Denumire                                                                    | Localitate                                    | Localizare | Datare, Creatori                                   | Imagine               | Erori             |
| ------------------------------------- | --------------------------------------------------------------------------- | --------------------------------------------- | --- | -------------------------------------------------- | --------------------- | ----------------- |
| DB-I-s-B-17143 (RAN: 66946.01)        | Așezare                                                                     | sat Vadu Stanchii; comuna Corbii Mari         | „Măgura”, la E de sat, pe malul stâng al Neajlovului | Eneolitic, Cultura Gumelnița                       | Încarcă foto \| video | Raportează eroare |
| DB-I-s-B-17144 (RAN: 69152.01)        | Necropolă                                                                   | sat Valea Lungă-Ogrea; comuna Valea Lungă     | „Poiana Dracilor”, la 2 km S de sat, pe partea stângă a Văii lui Nat                                                                                               | Epoca bronzului timpuriu                           | Încarcă foto \| video | Raportează eroare |
| DB-I-s-B-17145 (RAN: 69269.01)        | Așezare                                                                     | sat Văcărești; comuna Văcărești               | „Băjești”, în stânga pârâului Gârlița, imediat la V de sat | Epoca bronzului                                    | Încarcă foto \| video | Raportează eroare |
| DB-I-s-A-17146 (RAN: 69269.02)        | Situl arheologic de la Văcărești, punct „Beci”                              | sat Văcărești; comuna Văcărești               | „Beci”, pe dreapta pârâului Gârlița, la 0,5 km SV de localitate |                                                    | Încarcă foto \| video | Raportează eroare |
| DB-I-m-A-17146.01 (RAN: 69269.02.02)  | Ruinele curții Văcărescu                                                    | sat Văcărești; comuna Văcărești               | „Beci”, pe dreapta pârâului Gârlița, la 0,5 km SV de localitate | Epoca medievală                                    | Încarcă foto \| video | Raportează eroare |
| DB-I-m-A-17146.02 (RAN: 69269.02.01)  | Ruine conac                                                                 | sat Văcărești; comuna Văcărești               | „Beci”, pe dreapta pârâului Gârlița, la 0,5 km SV de localitate | Epoca medievală                                    | Încarcă foto \| video | Raportează eroare |
| DB-I-s-B-17147 (RAN: 69269.03)        | Așezare                                                                     | sat Văcărești; comuna Văcărești               | „Broșteni”, pe dreapta pârâului Gârlița, la 0,25 km V de localitate, în luncă                                                                                      | sec. IV p. Chr., Epoca daco-romană                 | Încarcă foto \| video | Raportează eroare |
| DB-I-s-B-17148 (RAN: 69269.04)        | Siliștea satului Băjești                                                    | sat Văcărești; comuna Văcărești               | „Ferma IAS”, pe ambele maluri ale pârâului Gârlița, la N de drumul spre Pierșinari                                                                                 | sec. XV - XVIII, Epoca medievală                   | Încarcă foto \| video | Raportează eroare |
| DB-I-s-B-17149 (RAN: 69312.03)        | Situl arheologic de la Văleni-Dâmbovița, punct „Mâzgana - Poiana Tomii”     | sat Văleni-Dâmbovița; comuna Văleni-Dâmbovița | „Mâzgana - Poiana Tomii”, pe un platou de deal, la 1 km S de localitate                                                                                            |                                                    | Încarcă foto \| video | Raportează eroare |
| DB-I-m-B-17149.01 (RAN: 69312.03.02)  | Siliște                                                                     | sat Văleni-Dâmbovița; comuna Văleni-Dâmbovița | „Mâzgana - Poiana Tomii”, pe un platou de deal, la 1 km S de localitate                                                                                            | Epoca medievală                                    | Încarcă foto \| video | Raportează eroare |
| DB-I-m-B-17149.02 (RAN: 69312.03.01)  | Așezare                                                                     | sat Văleni-Dâmbovița; comuna Văleni-Dâmbovița | „Mâzgana - Poiana Tomii”, pe un platou de deal, la 1 km S de localitate                                                                                            | Epoca bronzului                                    | Încarcă foto \| video | Raportează eroare |
| DB-I-s-B-17150 (RAN: 69312.02)        | Așezare                                                                     | sat Văleni-Dâmbovița; comuna Văleni-Dâmbovița | „Proprietatea Victor Marinescu”, (nr. 154), la 0,5 km SV de centrul localității, la N de șoseaua principală                                                        | sec. VIII - X, Epoca medievală timpurie            | Încarcă foto \| video | Raportează eroare |
| DB-I-s-B-17151 (RAN: 65404.01)        | Așezare                                                                     | sat Viforâta; comuna Aninoasa                 | „Cărămidărie”, la 200 m SV de localitate, pe dreapta drumului Târgoviște-Viforâta                                                                                  | Epoca bronzului, Cultura Tei                       | Încarcă foto \| video | Raportează eroare |
| DB-I-s-B-17152 (RAN: 69349.01)        | Situl arheologic de la Vișina, punct „La Grădini”                           | sat Vișina; comuna Vișina                     | „La Grădini”, pe malul stâng al pârâului Holboca, la 1 km S de DC spre Hanu lui Pală                                                                               |                                                    | Încarcă foto \| video | Raportează eroare |
| DB-I-m-B-17152.01 (RAN: 69349.01.03)  | Așezare                                                                     | sat Vișina; comuna Vișina                     | „La Grădini”, pe malul stâng al pârâului Holboca, la 1 km S de DC spre Hanu lui Pală                                                                               | sec. IV, Epoca daco-romană                         | Încarcă foto \| video | Raportează eroare |
| DB-I-m-B-17152.02 (RAN: 69349.01.01)  | Așezare                                                                     | sat Vișina; comuna Vișina                     | „La Grădini”, pe malul stâng al pârâului Holboca, la 1 km S de DC spre Hanu lui Pală                                                                               | Epoca bronzului timpuriu, Cultura Glina            | Încarcă foto \| video | Raportează eroare |
| DB-I-m-B-17152.03 (RAN: 69349.01.02)  | Așezare                                                                     | sat Vișina; comuna Vișina                     | „La Grădini”, pe malul stâng al pârâului Holboca, la 1 km S de DC spre Hanu lui Pală                                                                               | Epoca bronzului mijlociu, Cultura Tei              | Încarcă foto \| video | Raportează eroare |
| DB-I-s-B-17153                        | Situl arheologic de la Vișina, punct „La Magazii”                           | sat Vișina; comuna Vișina                     | „La Magazii” sau „Islaz”, pe malul drept al pârâului Holboca, la 0,3 km NE de pădurea Vișina și 0,5 km S de localitate                                             |                                                    | Încarcă foto \| video | Raportează eroare |
| DB-I-m-B-17153.01 (RAN: 69349.02.02)  | Așezare                                                                     | sat Vișina; comuna Vișina                     | „La Magazii” sau „Islaz”, pe malul drept al pârâului Holboca, la 0,3 km NE de pădurea Vișina și 0,5 km S de localitate                                             | Epoca bronzului, Cultura Tei                       | Încarcă foto \| video | Raportează eroare |
| DB-I-m-B-17153.02 (RAN: 69349.02.01)  | Așezare                                                                     | sat Vișina; comuna Vișina                     | „La Magazii” sau „Islaz”, pe malul drept al pârâului Holboca, la 0,3 km NE de pădurea Vișina și 0,5 km S de localitate                                             | Latène, Cultura geto-dacică                        | Încarcă foto \| video | Raportează eroare |
| DB-I-s-B-17154 (RAN: 69349.06)        | Situl arheologic de la Vișina, punct „Pădurea Vișina”                       | sat Vișina; comuna Vișina                     | „Pădurea Vișina”, pe malul stâng al pârâului Holboca, la 0,3 km S și 0,25 km E de pădurea Vișina                                                                   |                                                    | Încarcă foto \| video | Raportează eroare |
| DB-I-m-B-17154.01 (RAN: 69349.06.02)  | Așezare                                                                     | sat Vișina; comuna Vișina                     | „Pădurea Vișina”, pe malul stâng al pârâului Holboca, la 0,3 km S și 0,25 km E de pădurea Vișina                                                                   | sec. XV - XVI, Epoca medievală                     | Încarcă foto \| video | Raportează eroare |
| DB-I-m-B-17154.02 (RAN: 69349.06.01)  | Așezare                                                                     | sat Vișina; comuna Vișina                     | „Pădurea Vișina”, pe malul stâng al pârâului Holboca, la 0,3 km S și 0,25 km E de pădurea Vișina                                                                   | Epoca bronzului, Cultura Tei                       | Încarcă foto \| video | Raportează eroare |
| DB-I-s-B-17155 (RAN: 69349.05)        | Situl arheologic de la Vișina, punct „Pădurea Ceretu”                       | sat Vișina; comuna Vișina                     | „Pădurea Ceretu”, la N de pădure, pe malul stâng al pârâului Baracu                                                                                                |                                                    | Încarcă foto \| video | Raportează eroare |
| DB-I-m-B-17155.01 (RAN: 69349.05.01)  | Așezare                                                                     | sat Vișina; comuna Vișina                     | „Pădurea Ceretu”, la N de pădure, pe malul stâng al pârâului Baracul                                                                                               | sec. III - IV, Epoca daco-romană                   | Încarcă foto \| video | Raportează eroare |
| DB-I-m-B-17155.02 (RAN: 69349.05.02)  | Așezare                                                                     | sat Vișina; comuna Vișina                     | „Pădurea Ceretu”, la N de pădure, pe malul stâng al pârâului Baracul                                                                                               | sec. II - I a. Chr., Latène, Cultura geto-dacică   | Încarcă foto \| video | Raportează eroare |
| DB-I-m-B-17155.03 (RAN: 69349.05.03)  | Așezare                                                                     | sat Vișina; comuna Vișina                     | „Pădurea Ceretu”, la N de pădure, pe malul stâng al pârâului Baracul                                                                                               | sec. IV - III a. Chr., Latène, Cultura geto-dacică | Încarcă foto \| video | Raportează eroare |
| DB-I-s-B-20222 (RAN: 69349.02)        | Situl arheologic de la Vișina, punct „La Magazii”                           | sat Vișina; comuna Vișina                     | „La Magazii” sau „Islaz”, pe malul stâng al pârâului Holboca, la 0,3 km NE de pădurea Vișina, la 0,5 km S de sat                                                   |                                                    | Încarcă foto \| video | Raportează eroare |
| DB-I-s-B-20223 (RAN: 69349.03)        | Așezare                                                                     | sat Vișina; comuna Vișina                     | „Măgura”, pe terasa stângă a pârâului Jirnov, la 5 km S de localitate și la 1 km ESE de podul de peste Jirnov al DC Vișina - Șelaru                                | Eneolitic, Cultura Gumelnița                       | Încarcă foto \| video | Raportează eroare |
| DB-I-s-B-20224 (RAN: 69349.07)        | Așezare                                                                     | sat Vișina; comuna Vișina                     | „Satul vechi”, la 1 km S de localitate, între DC Petrești - Șelaru la V, pădurea satului vechi la S și pârâul Holboca la N și E                                    | sec. XV - XVIII, Epoca medievală                   | Încarcă foto \| video | Raportează eroare |
| DB-I-s-B-17156 (RAN: 101895.01)       | Situl arheologic de la Vizurești, punct „Măgura”                            | sat Vizurești; comuna Ciocănești              | „Măgura”, la NV de localitate (cota 131,8m) |                                                    | Încarcă foto \| video | Raportează eroare |
| DB-I-m-B-17156.01 (RAN: 101895.01.02) | Așezare                                                                     | sat Vizurești; comuna Ciocănești              | „Măgura”, la NV de localitate (cota 131,8m) | Epoca bronzului                                    | Încarcă foto \| video | Raportează eroare |
| DB-I-m-B-17156.02 (RAN: 101895.01.01) | Așezare                                                                     | sat Vizurești; comuna Ciocănești              | „Măgura”, la NV de localitate (cota 131,8m) | Neolitic                                           | Încarcă foto \| video | Raportează eroare |
| DB-I-s-B-17157 (RAN: 101895.02)       | Situl arheologic de la Vizurești, punct „Morcilă”                           | sat Vizurești; comuna Ciocănești              | „Morcilă”, la confluența Văii Musa cu râul Colentina |                                                    | Încarcă foto \| video | Raportează eroare |
| DB-I-m-B-17157.01 (RAN: 101895.02.02) | Așezare                                                                     | sat Vizurești; comuna Ciocănești              | „Morcilă”, la confluența Văii Musa cu râul Colentina | Latène, Cultura geto-dacică                        | Încarcă foto \| video | Raportează eroare |
| DB-I-m-B-17157.02 (RAN: 101895.02.01) | Așezare                                                                     | sat Vizurești; comuna Ciocănești              | „Morcilă”, la confluența Văii Musa cu râul Colentina | Eneolitic, Cultura Gumelnița                       | Încarcă foto \| video | Raportează eroare |
| DB-I-s-B-17158 (RAN: 68510.01)        | Situl arheologic de la Vlăsceni, punct „Măgura”                             | sat Vlăsceni; comuna Potlogi                  | „măgura”, în dreapta râului Sabar, la capătul de NV al localității                                                                                                 |                                                    | Încarcă foto \| video | Raportează eroare |
| DB-I-m-B-17158.01 (RAN: 68510.01.02)  | Așezare                                                                     | sat Vlăsceni; comuna Potlogi                  | „măgura”, în dreapta râului Sabar, la capătul de NV al localității                                                                                                 | Epoca bronzului                                    | Încarcă foto \| video | Raportează eroare |
| DB-I-m-B-17158.02 (RAN: 68510.01.01)  | Așezare                                                                     | sat Vlăsceni; comuna Potlogi                  | „măgura”, în dreapta râului Sabar, la capătul de NV al localității                                                                                                 | Neolitic                                           | Încarcă foto \| video | Raportează eroare |
| DB-I-s-B-17159 (RAN: 68510.02)        | Necropolă tumulară                                                          | sat Vlăsceni; comuna Potlogi                  | 170, „Puțul lui Boteanu”, pe locul unei pădurităiate, acum islaz, la 1 km E de localitate                                                                          | Epoca bronzului                                    | Încarcă foto \| video | Raportează eroare |
| DB-I-s-A-17160 (RAN: 69535.01)        | Situl arheologic de la Voinești, punct „Cetățuie”                           | sat Voinești; comuna Voinești                 | „Cetățuie”, în cartierul Burlănești, pe malul stâng al Dâmboviței, în curtea Fermei pomicole 45.08333°N 25.24167°E                                                 |                                                    | Încarcă foto \| video | Raportează eroare |
| DB-I-m-A-17160.01                     | Așezare                                                                     | sat Voinești; comuna Voinești                 | „Cetățuie”, în cartierul Burlănești, pe malul stâng al Dâmboviței, în curtea Fermei pomicole                                                                       | sec. VIII - X, Epoca medievală timpurie            | Încarcă foto \| video | Raportează eroare |
| DB-I-m-A-17160.02                     | Cetate de pământ                                                            | sat Voinești; comuna Voinești                 | „Cetățuie”, în cartierul Burlănești, pe malul stâng al Dâmboviței, în curtea Fermei pomicole                                                                       | sec. VI - VII, Epoca migrațiilor                   | Încarcă foto \| video | Raportează eroare |
| DB-I-m-A-17160.03                     | Așezare                                                                     | sat Voinești; comuna Voinești                 | „Cetățuie”, în cartierul Burlănești, pe malul stâng al Dâmboviței, în curtea Fermei pomicole                                                                       | sec. II - III, Epoca romană                        | Încarcă foto \| video | Raportează eroare |
| DB-II-m-A-17731                       | Biserica de lemn „Cuvioasa Paraschiva”                                      | sat Valea Caselor; comuna Valea Mare          | 730 bis, în cimitir | sec. XVIII                                         | Alte imagini          | Raportează eroare |
| DB-II-m-B-17732                       | Biserica „Intrarea în Biserică”                                             | sat Valea Leurzii; comuna Buciumeni           | În centru | 1893                                               | Încarcă foto \| video | Raportează eroare |
| DB-II-m-B-17733                       | Biserica „Sf. Nicolae”, „Sf. Ioan Botezătorul”                              | sat Valea Lungă-Cricov; comuna Valea Lungă    | Str. Principală | 1901 - 1910                                        | Încarcă foto \| video | Raportează eroare |
| DB-II-m-B-17734 (RAN: 69072.01)       | Fostul Conac Cantacuzino, azi Spitalul comunal                              | sat Valea Lungă-Cricov; comuna Valea Lungă    | Str. Principală 45.06911°N 25.57761°E | sec. XVII-XIX                                      | Încarcă foto \| video | Raportează eroare |
| DB-II-m-B-17735                       | Biserica „Buna Vestire”, „Sf. Apostoli”                                     | sat Valea Lungă-Ogrea; comuna Valea Lungă     | Str. Principală | 1855-1956                                          | Încarcă foto \| video | Raportează eroare |
| DB-II-m-A-17736 (RAN: 69161.01)       | Biserica de lemn „Sf. Voievozi”                                             | sat Valea Mare; comuna Valea Mare             | 158 bis | 1701 - 1702                                        | Încarcă foto \| video | Raportează eroare |
| DB-II-m-B-17737                       | Biserica „Adormirea Maicii Domnului”                                        | sat Valea Voievozilor; comuna Răzvad          | Str. Goglea Preot | 1824                                               | Încarcă foto \| video | Raportează eroare |
| DB-II-m-A-17738                       | Curtea Văcăreștilor                                                         | sat Văcărești; comuna Văcărești               | 44.8548°N 25.48327°E | sec. XVI - XIX                                     | Încarcă foto \| video | Raportează eroare |
| DB-II-m-A-17738.01                    | Beci casa veche                                                             | sat Văcărești; comuna Văcărești               | | sf. sec. XVI                                       | Încarcă foto \| video | Raportează eroare |
| DB-II-m-A-17738.02                    | Ruine Casa Ianache Văcărescu                                                | sat Văcărești; comuna Văcărești               | | 1698                                               | Încarcă foto \| video | Raportează eroare |
| DB-II-m-A-17738.03                    | Ruine biserica „Sf. Nicolae” - din Pajiște                                  | sat Văcărești; comuna Văcărești               | În incinta Curții Văcăreștilor, zona de sud | 1698-1699                                          | Încarcă foto \| video | Raportează eroare |
| DB-II-m-A-17738.04                    | Conacul Ioan Văcărescu, Elena Văcărescu                                     | sat Văcărești; comuna Văcărești               | | 1868, ruinat 1948                                  | Încarcă foto \| video | Raportează eroare |
| DB-II-m-A-17738.05                    | Capelă                                                                      | sat Văcărești; comuna Văcărești               | | 1868                                               |                       | Raportează eroare |
| DB-II-m-A-17738.06                    | Parc                                                                        | sat Văcărești; comuna Văcărești               | | sec. XVI - XIX                                     | Încarcă foto \| video | Raportează eroare |
| DB-II-m-A-17738.07                    | Ruine zid de incintă și corp de poartă                                      | sat Văcărești; comuna Văcărești               | | sf. sec. XVI - sec. XVII                           |                       | Raportează eroare |
| DB-II-a-B-17739                       | Ansamblul rural                                                             | sat Văleni-Dâmbovița; comuna Văleni-Dâmbovița | Ambele laturi ale străzii Principale, între Biserică, Primărie și Complexul Comercial la sud și podul peste pârâu la nord - până la limita posterioară a loturilor | sec. XIX-XX                                        | Încarcă foto \| video | Raportează eroare |
| DB-II-m-B-17740                       | Biserica „Adormirea Maicii Domnului”                                        | sat Văleni-Dâmbovița; comuna Văleni-Dâmbovița | | 1826                                               | Încarcă foto \| video | Raportează eroare |
| DB-II-m-B-17741                       | Biserica „Sf. Nicolae”                                                      | sat Văleni-Dâmbovița; comuna Văleni-Dâmbovița | | 1856                                               | Încarcă foto \| video | Raportează eroare |
| DB-II-m-B-17742                       | Casa Alexandru Zăbavă                                                       | sat Văleni-Dâmbovița; comuna Văleni-Dâmbovița | 24 | sec. XIX                                           | Încarcă foto \| video | Raportează eroare |
| DB-II-m-B-17743                       | Casa Iosif Ștefănescu                                                       | sat Văleni-Dâmbovița; comuna Văleni-Dâmbovița | 839 | sec. XIX                                           | Încarcă foto \| video | Raportează eroare |
| DB-II-m-B-17744                       | Casa Constantin Ștefănescu                                                  | sat Văleni-Dâmbovița; comuna Văleni-Dâmbovița | | sec. XIX                                           | Încarcă foto \| video | Raportează eroare |
| DB-II-m-B-17745                       | Casa Vrăbiescu                                                              | sat Văleni-Dâmbovița; comuna Văleni-Dâmbovița | În centru | sec. XIX                                           | Încarcă foto \| video | Raportează eroare |
| DB-II-m-B-17747                       | Casa Grigore Zăbavă                                                         | sat Văleni-Dâmbovița; comuna Văleni-Dâmbovița | În centru | sec. XIX                                           | Încarcă foto \| video | Raportează eroare |
| DB-II-m-B-17748                       | Gospodăria Dan Iorgulescu                                                   | sat Văleni-Dâmbovița; comuna Văleni-Dâmbovița | 310 | sec. XIX                                           | Încarcă foto \| video | Raportează eroare |
| DB-II-m-B-17749                       | Casa Ion Bezdedeanu                                                         | sat Văleni-Dâmbovița; comuna Văleni-Dâmbovița | 869 | sec. XIX                                           | Încarcă foto \| video | Raportează eroare |
| DB-II-m-B-17750                       | Casa Filofteia Mironescu Iancu                                              | sat Văleni-Dâmbovița; comuna Văleni-Dâmbovița | | sec. XIX                                           | Încarcă foto \| video | Raportează eroare |
| DB-II-m-B-17751                       | Casa Ilie Neagu Lincan                                                      | sat Văleni-Dâmbovița; comuna Văleni-Dâmbovița | 881 | sec. XIX                                           | Încarcă foto \| video | Raportează eroare |
| DB-II-m-B-20232                       | Casa Ana Popa                                                               | sat Văleni-Dâmbovița; comuna Văleni-Dâmbovița | 104, lângă biserică | sec. XIX                                           | Încarcă foto \| video | Raportează eroare |
| DB-II-m-B-17752                       | Casa Constantin Diaconescu                                                  | sat Văleni-Dâmbovița; comuna Văleni-Dâmbovița | 85 | sec. XIX                                           | Încarcă foto \| video | Raportează eroare |
| DB-II-m-B-17753                       | Gospodăria Maria I. Zăbavă                                                  | sat Văleni-Dâmbovița; comuna Văleni-Dâmbovița | 831 | sec. XIX                                           | Încarcă foto \| video | Raportează eroare |
| DB-II-m-B-17754                       | Biserica „Toți Sfinții”, „Buna Vestire”                                     | sat Vârfuri; comuna Vârfuri                   | 124 | 1862                                               |                       | Raportează eroare |
| DB-II-m-B-17759                       | Casa Constantin Constantinescu, Rodica Boiciuc                              | sat Viforâta; comuna Aninoasa                 | Str. Gheorghe Buica 18 | 1860 - 1878                                        | Încarcă foto \| video | Raportează eroare |
| DB-II-a-A-17757 (RAN: 65404.05)       | Mănăstirea Dealu                                                            | sat Viforâta; comuna Aninoasa                 | Aleea Mănăstirii Dealu 44.95835°N 25.48167°E | 1499-1501, ref.1845-1846                           | Alte imagini          | Raportează eroare |
| DB-II-m-A-17757.01                    | Biserica „Sf. Nicolae”                                                      | sat Viforâta; comuna Aninoasa                 | Aleea Mănăstirii Dealu 44.95825°N 25.48158°E | 1499 - 1501, 1510-1512                             | Alte imagini          | Raportează eroare |
| DB-II-m-A-17757.02                    | Chilii                                                                      | sat Viforâta; comuna Aninoasa                 | Aleea Mănăstirii Dealu 44.95823°N 25.48143°E | 1953 - 1954, pe beciuri din 1845 - 1846            |                       | Raportează eroare |
| DB-II-m-A-17757.03                    | Turn clopotniță                                                             | sat Viforâta; comuna Aninoasa                 | Aleea Mănăstirii Dealu 44.95855°N 25.48178°E | 1845 - 1846                                        |                       | Raportează eroare |
| DB-II-m-B-17758                       | Casa „Baumberger”                                                           | sat Viforâta; comuna Aninoasa                 | Aleea Mănăstirii Dealu 1 44.95289°N 25.47926°E | înc. sec. XX                                       |                       | Raportează eroare |
| DB-II-m-B-17761                       | Școala                                                                      | sat Viforâta; comuna Aninoasa                 | Str. Mihai Viteazul 110 | 1910                                               | Încarcă foto \| video | Raportează eroare |
| DB-II-m-B-17335 (RAN: 65404.06)       | Biserica „Sf. Treime”, „Sf. Nicolae”, „Sf. Haralambie”                      | sat Viforâta; comuna Aninoasa                 | Str. Mihai Viteazul 127 | sf. sec. XVIII, ref. 1827                          | Încarcă foto \| video | Raportează eroare |
| DB-II-m-B-17762                       | Casa Octav Dărascu Enigărescu                                               | sat Viforâta; comuna Aninoasa                 | Str. Mihai Viteazul 149 | 1890 - 1910                                        | Încarcă foto \| video | Raportează eroare |
| DB-II-m-B-17755                       | Casa Chiriță Butcă                                                          | sat Viforâta; comuna Aninoasa                 | Str. Mihai Viteazul 194 | 1870 - 1880                                        | Încarcă foto \| video | Raportează eroare |
| DB-II-a-A-17760 (RAN: 65404.04)       | Mănăstirea Viforâta                                                         | sat Viforâta; comuna Aninoasa                 | Str. Mihai Viteazul 267 44.97363°N 25.46556°E | sec. XVI - XVIII                                   | Alte imagini          | Raportează eroare |
| DB-II-m-A-17760.01                    | Biserica „Nașterea Maicii Domnului”, „Sf. Gheorghe”                         | sat Viforâta; comuna Aninoasa                 | Str. Mihai Viteazul 267 | sec. XVI - XVIII                                   |                       | Raportează eroare |
| DB-II-m-A-17760.02                    | Incintă                                                                     | sat Viforâta; comuna Aninoasa                 | Str. Mihai Viteazul 267 | sec. XVI - XVIII                                   |                       | Raportează eroare |
| DB-II-m-A-17764 (RAN: 69349.09)       | Biserica de lemn „Nașterea Maicii Domnului”                                 | sat Vișina; comuna Vișina                     | Str. Răsăritului 15 | 1810                                               | Alte imagini          | Raportează eroare |
| DB-II-m-B-17765 (RAN: 69535.02)       | Biserica „Sf. Arhangheli”, „Buna Vestire” și „Cuvioasa Paraschiva” - Tabaci | sat Voinești; comuna Voinești                 | Str. Bisericii 439 | 1796                                               | Încarcă foto \| video | Raportează eroare |
| DB-II-m-B-17767                       | Casa Iosefina Matei                                                         | sat Voinești; comuna Voinești                 | Str. Morii 462 | sec. XIX                                           |                       | Raportează eroare |
| DB-II-m-B-17769                       | Spitalul sătesc                                                             | sat Voinești; comuna Voinești                 | Str. Principală 14 | 1905                                               | Încarcă foto \| video | Raportează eroare |
| DB-II-m-B-17768                       | Casa Sidonia Oprea                                                          | sat Voinești; comuna Voinești                 | Str. Principală 139 | 1874                                               | Încarcă foto \| video | Raportează eroare |
| DB-II-m-B-17766                       | Biserica „Adormirea Maicii Domnului”, „Sf. Nicolae”, „Sf. Haralambie”       | sat Voinești; comuna Voinești                 | Str. Școlii 479 | 1857                                               | Încarcă foto \| video | Raportează eroare |
| DB-II-m-A-17770                       | Biserica „Sf. Arhangheli Mihail și Gavril” - a schitului Bunea              | sat Vulcana-Pandele; comuna Vulcana Pandele   | Pe muntele Bunea | 1654                                               | Încarcă foto \| video | Raportează eroare |
| DB-II-m-B-17771 (RAN: 69624.01)       | Biserica „Sf. Nicolae”, „Sf. Treime”, „Adormirea Maicii Domnului”           | sat Vulcana-Băi; comuna Vulcana-Băi           | Str. Vlad Țepeș 12 | 1800, ref. 1939                                    | Încarcă foto \| video | Raportează eroare |
| DB-II-m-B-17772                       | Casa Nicolae Șt. Dobre                                                      | sat Vulcana-Pandele; comuna Vulcana-Pandele   | Str. Principală | înc. sec. XX                                       | Încarcă foto \| video | Raportează eroare |
| DB-II-m-B-17773                       | Casa Dumitru Verzea                                                         | sat Vulcana-Pandele; comuna Vulcana-Pandele   | Str. Principală | înc. sec. XX                                       | Încarcă foto \| video | Raportează eroare |
| DB-III-m-B-17786                      | Monumentul Eroilor                                                          | sat Voinești; comuna Voinești                 | Str. Principală 45.068°N 25.2504°E |                                                    |                       | Raportează eroare |
| DB-IV-m-A-17848                       | Crucea vistiernicului Stroe Leurdeanu                                       | sat Valea Caselor; comuna Valea Mare          | Str. Principală | 1647                                               | Încarcă foto \| video | Raportează eroare |
| DB-IV-m-B-17847                       | Cruce de piatră                                                             | sat Valea Mare; comuna Valea Mare             | În grădina lui Ilie Cristea (143 bis) | 1727                                               | Încarcă foto \| video | Raportează eroare |
| DB-IV-m-A-17849                       | Cruce de piatră                                                             | sat Valea Voievozilor; comuna Răzvad          | În curtea bisericii „Adormirea Maicii Domnului” | 1632 - 1654                                        | Încarcă foto \| video | Raportează eroare |
| DB-IV-m-A-17851                       | Cruce de piatră                                                             | sat Valea Voievozilor; comuna Răzvad          | Str. Aurel Baranga 23, lângă casa Niculina Stanciu | 1632 - 1654                                        | Încarcă foto \| video | Raportează eroare |
| DB-IV-m-A-17850                       | Cruce de piatră                                                             | sat Valea Voievozilor; comuna Răzvad          | Str. Drăguțoiești 1, peste drum de casa lui C.Drăguțoiu | 1635                                               | Încarcă foto \| video | Raportează eroare |
| DB-IV-m-A-17852                       | Cruce de piatră                                                             | sat Valea Voievozilor; comuna Răzvad          | Str. Gura Văii 26, în fața casei Toboșaru | 1632 - 1654                                        | Încarcă foto \| video | Raportează eroare |
| DB-IV-m-A-17853                       | Cruce de piatră                                                             | sat Văleni-Dâmbovița; comuna Văleni-Dâmbovița | Pe șosea, la cca. 1,5 km de șoseaua Lăicăi-Văleni Dâmbovița, lângă gospodăria Fulga Lucian (nr. 108)                                                               | 1644                                               | Încarcă foto \| video | Raportează eroare |
| DB-IV-m-A-17854                       | Cruce de piatră                                                             | sat Viforâta; comuna Aninoasa                 | În incinta mănăstirii Viforâta | 1717                                               | Încarcă foto \| video | Raportează eroare |
| DB-IV-m-A-17855                       | Cruce de piatră                                                             | sat Viforâta; comuna Aninoasa                 | Lângă gospodăria lui N. Leahu (str. Mihai Viteazul, nr. 112) | sec. XVII                                          | Încarcă foto \| video | Raportează eroare |
| DB-IV-m-A-17856                       | Crucea de piatră a lui Mihai Viteazul                                       | sat Voinești; comuna Voinești                 | În cartierul Burlănești, pe terenul lui Vasile Toader din Gemenea                                                                                                  | 1596                                               | Încarcă foto \| video | Raportează eroare |
| DB-IV-m-A-17857                       | Cruce de piatră                                                             | sat Vulcana-Pandele; comuna Vulcana-Pandele   | În curtea bisericii | 1765                                               | Încarcă foto \| video | Raportează eroare |